# Relações internacionais do Iraque
Desde a segunda metade do século XX o Iraque têm se destacado como uma das nações mais estratégicas e proeminentes do Oriente Médio, cuja evolução, atividades e façanhas sempre influenciaram os seus países vizinhos. O Iraque chegou à sua posição dominante devido à diversos fatores. Combinando a quarta maior reserva de petróleo do mundo, com uma população de mais de 32 milhões de pessoas, o Iraque possui capacidades econômicas e demográficas fundamentais para sustentar as políticas regionais dinâmicas, como a história de suas conturbadas relações regionais e internacionais têm mostrado. Além disso, o Iraque possui uma perfeita localização geopolítica e estratégica dentro da região. Está localizado no coração do Oriente Médio e faz fronteira com seis países diferentes, que têm tradicionalmente manifestado ambições e políticas internas e regionais contraditórias e divergentes. O Iraque têm exercido uma influência regional a partir de perspectivas culturais e religiosas, combinando a sua população de maioria xiita e a presença de centros religiosos, como An-Najaf, com a sua posição e influência nos territórios árabes de maioria sunita.
Especialmente após a ascensão de Saddam Hussein em 1979, as lideranças do Partido Baath do Iraque aproveitaram esses elementos para consolidar a sua autonomia, tanto nacional como internacionalmente, na tentativa de maximizar a sua influência sobre a região, como a guerra contra o Irã e a invasão do Kuwait viriam a demonstrar. Posteriormente, com a invasão norte-americana em 2003, o poder político expansivo iraquiano sucumbiu às ambições dos Estados Unidos e seu projeto para reduzir e limitar a tradicional autonomia regional e internacional do Iraque.
A queda de Bagdá representou o início de uma dinâmica nas relações internacionais, que reformulou fortemente a perspectiva regional, alterando os padrões tradicionais de cooperação e competição regional e internacional. Ao mesmo tempo, o colapso do Estado e a incapacidade das forças armadas dos Estados Unidos de impor com rapidez a ordem, concedeu oportunidades para atores não-governamentais, milícias e partidos políticos. Também abriu espaço para que outras nações vizinhas (especialmente Irã, Arábia Saudita e Turquia) pudessem prosseguir com suas próprias agendas políticas, com incursões militares no território do Iraque, tirando proveito das suas divisões internas, rivalidades e a receptividade das facções locais.

## Relações bilaterais

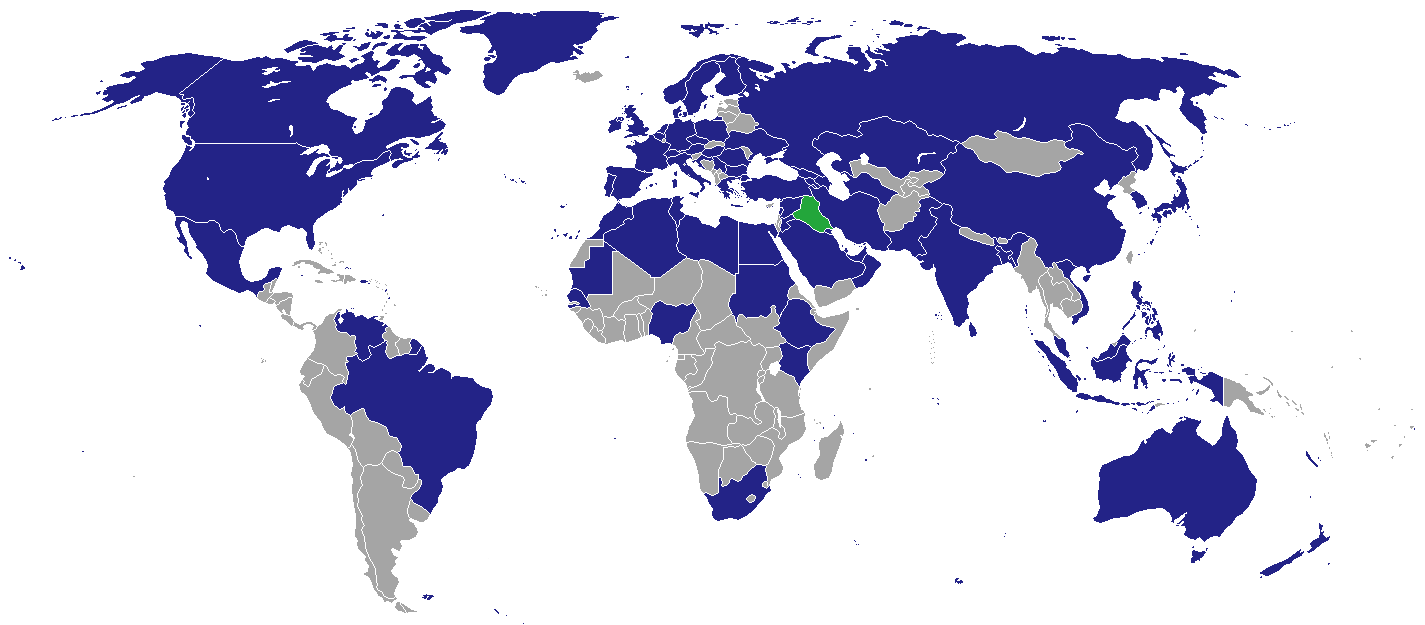
Missões diplomáticas do Iraque:
Iraque
Embaixadas e Consulados
Sem missões diplomáticas